# Liste der Biografien/Diel
Liste der Biografien |
Portal Biografien |
Personensuche
# |
A |
B |
C |
D |
E |
F |
G |
H |
I |
J |
K |
L |
M |
N |
O |
P |
Q |
R |
S |
T |
U |
V |
W |
X |
Y |
Z |
?
 
Da |
Db |
Dc |
Dd |
De |
Dg |
Dh |
Di |
Dj |
Dk |
Dl |
Dm |
Dn |
Do |
Dq |
Dr |
Ds |
Du |
Dv |
Dw |
Dy |
Dz
 
Dia |
Dib |
Dic |
Did |
Die |
Dif |
Dig |
Dih |
Dij |
Dik |
Dil |
Dim |
Din |
Dio |
Dip |
Diq |
Dir |
Dis |
Dit |
Diu |
Div |
Diw |
Dix |
Diy |
Diz
 
Dieb |
Diec |
Died |
Dief |
Dieg |
Dieh |
Diek |
Diel |
Diem |
Dien |
Diep |
Dier |
Dies |
Diet |
Dieu |
Diev |
Diew |
Diez
Die Liste der Biografien führt alle Personen auf, die in der deutschsprachigen Wikipedia einen Artikel haben. Dieses ist eine Teilliste mit 31 Einträgen von Personen, deren Namen mit den Buchstaben „Diel“ beginnt.

## Diel
- Diel, Adrian (1756–1839), deutscher Arzt und Begründer der Pomologie
- Diel, Alfred (1924–2013), deutscher Schachhistoriker und Journalist
- Diel, Anton (1898–1959), deutscher Politiker (SPD), MdB
- Diel, Gundula (* 1941), deutsche Leichtathletin
- Diel, Ingo J. (* 1950), deutscher Arzt, Gynäkologe, Gynäkoonkologe, Osteoonkologe und Krebsforscher
- Diel, Jakob (1886–1969), deutscher Gutsbesitzer und Politiker (Zentrum, CDU), MdL, MdB
- Diel, Karl (1855–1930), Chirurg, Krankenhausleiter
- Diel, Louise (1893–1967), deutsche Journalistin und Schriftstellerin
- Diel, Max (* 1971), deutscher Maler
- Diel, Michael (* 1980), deutscher Schauspieler und Schriftsteller
- Diel, Willi (1928–2015), deutscher Politiker (SPD), MdL

### Diele
- Dielemans, Johan, niederländischer Jazzmusiker
- Dielen, Henrike (* 1967), deutsches Entführungsopfer
- Dielen, Pjotr (* 2000), belgischer Biathlet
- Dieler, Hans (* 1941), deutscher Unternehmer, Präsident der IHK Nord Westfalen (2007–2010)
- Dielewicz, Olaf Cord (* 1942), deutscher Kommunalpolitiker (SPD)

### Dielh
- Dielhelm, Johann Hermann (1702–1784), Autor gewässerkundlicher Werke

### Dieli
- Dieling, Oscar (1898–1971), deutscher Politiker (FDP)
- Dielis, Ludo (* 1945), belgischer Karambolagespieler
- Dielissen, Wim (1926–2002), niederländischer Radrennfahrer
- Dielitz, Andreas (* 1959), deutscher Jurist
- Dielitz, Julius (1805–1896), deutscher Heraldiker
- Dielitz, Theodor (1810–1869), deutscher Pädagoge und Jugendschriftsteller

### Dielm
- Dielmann, Jakob Fürchtegott (1809–1885), deutscher Illustrator, Genre- und Landschaftsmaler
- Dielmann, Johannes (1819–1886), deutscher Bildhauer

### Diels
- Diels, Hermann (1848–1922), deutscher Klassischer Philologe, Religionswissenschaftler, Philosophiehistoriker und Technikhistoriker
- Diels, Ludwig (1874–1945), deutscher Botaniker
- Diels, Otto (1876–1954), deutscher Chemiker und Hochschullehrer; Nobelpreisträger für Chemie (1950)
- Diels, Paul (1882–1963), deutscher Sprachwissenschaftler und Slawist
- Diels, Rhon (* 1975), deutscher Schauspieler
- Diels, Rudolf (1900–1957), Leiter der GestapoRudolf Diels (1900–1957)

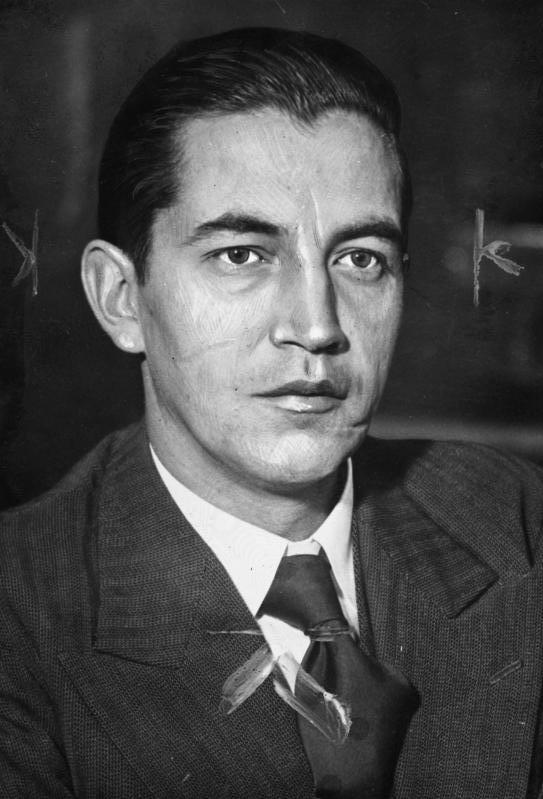
Rudolf Diels (1900–1957)